# Liste des circuits intégrés de la série 7400

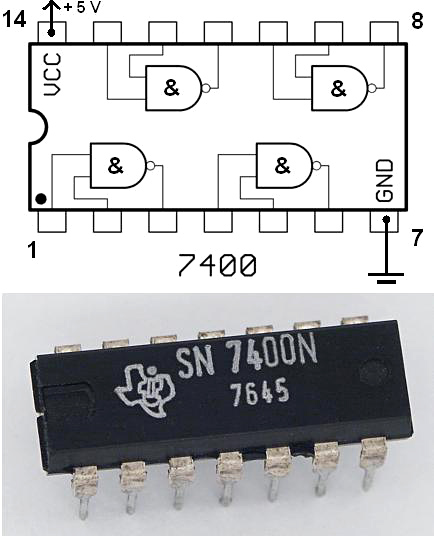
Circuit intégré de la série 7400 à quatre portes logiques NAND. L'indication « 7645 » indique que le circuit a été fabriqué la de 1976.
Le logo est celui du fabricant Texas Instruments

La série des 7400, est une famille de circuits intégrés dont la caractéristique est d'utiliser la technique TTL.
Néanmoins, depuis l'invention de cette série, de nombreuses autres techniques ont été inventées, qui reprennent cette nomenclature avec un code du type 74XY, où X est un code composé d'une ou plusieurs lettres indiquant la technique (par exemple S, LS, HC, AC, ACT...) et Y reprend le code de la fonction originelle de la série TTL. Par exemple un circuit 74AC245 réalise la même fonction logique qu'un 74245, mais avec une technique (CMOS), des caractéristiques de fonctionnement (seuils logiques) et des performances (vitesse, consommation) très différentes.
Le préfixe 54 (au lieu de 74) est utilisé pour les composants de classe « militaire » (c'est-à-dire dont les caractéristiques et le fonctionnement sont garantis de −55 °C à +125 °C).

## Classement par numéro

### 00 à 99
- 7400 : quatre portes logiques NON-ET à deux entrées
- 7401 : quatre portes logiques NON-ET à deux entrées avec sortie à collecteur ouvert (attention brochage différent du 7400) désormais peu utilisé ni fabriqué au proffit du 7403)
- 7402 : quatre portes logiques NON-OU à deux entrées
- 7403 : quatre portes logiques NON-ET à deux entrées avec sortie à collecteur ouvert (attribution des broches similaire au 7400 et différentes de celle du 7401)
- 7404 : six portes logiques inverseuses NON
- 7405 : six portes logiques inverseuses NON avec sortie à collecteur ouvert
- 7406 : six portes logiques inverseuses NON avec buffers et sortie à collecteur ouvert d'une protection de 30 volts
- 7407 : six tampons avec sortie à collecteur ouvert d'une protection de 30 volts
- 7408 : quatre portes logiques ET à deux entrées
- 7409 : quatre portes logiques ET à deux entrées avec sortie à collecteur ouvert
- 7410 : trois portes logiques NON-ET à trois entrées
- 7411 : trois portes logiques ET à trois entrées
- 7412 : trois portes logiques NON-ET à trois entrées avec sortie à collecteur ouvert
- 7413 : deux portes logiques NON-ET à quatre entrées avec trigger de Schmitt
- 7414 : six portes logiques inverseuses NON avec trigger de Schmitt
- 7415 : trois portes logiques ET à trois entrées avec sortie à collecteur ouvert
- 7416 : six portes logiques inverseuses NON avec buffer et sortie à collecteur ouvert d'une protection de 15 volts
- 7417 : six tampons avec sortie à collecteur ouvert d'une protection de 15 volts
- 7418 : deux portes logiques NON-ET à quatre entrées avec trigger de Schmitt
- 7419 : six portes logiques inverseuses NON avec trigger de Schmitt
- 7420 : deux portes logiques NON-ET à quatre entrées
- 7421 : deux portes logiques ET à quatre entrées
- 7422 : deux portes logiques NON-ET à quatre entrées avec sortie à collecteur ouvert
- 7423 : Double porte NON-OU à 4 entrées avec validation, dont une porte extensible (extension : 7460)
- 7424 : quatre portes logiques NON-ET à deux entrées avec trigger de Schmitt
- 7425 : Double porte NON-OU à 4 entrées avec validation
- 7426 : quatre portes logiques NON-ET à deux entrées avec sortie à collecteur ouvert d'une protection de 15 volts
- 7427 : trois portes logiques NON-OU à trois entrées
- 7428 : quatre portes logiques NON-OU à deux entrées avec buffer
- 7430 : une porte NON-ET à huit entrées
- 7431 : six éléments de délai
- 7432 : quatre portes logiques OU à deux entrées
- 7433 : quatre portes logiques NON-OU à deux entrées avec buffers et sortie à collecteur ouvert
- 7434 : six tampons non-inverseurs
- 7435 : multiplexeur / double sélecteur de données à 12 entrées et 2 sorties
- 7436 : quatre portes logiques NON-OU à deux entrées (attribution des broches différente de celle du 7402)
- 7437 : quatre portes logiques NON-ET à deux entrées avec buffers
- 7438 : quatre portes logiques NON-ET à deux entrées avec buffers et sortie à collecteur ouvert
- 7439 : quatre portes logiques NON-ET à deux entrées avec buffers et sortie à collecteur ouvert
- 7440 : deux portes logiques NON-ET à quatre entrées avec buffers
- 7441 : décodeur BCD vers décimal
- 7442 : décodeur BCD vers décimal
- 7443 : décodeur 4 bits vers décimal incrémenté de 3 (3 à 12)
- 7444 : décodeur 4 bits vers décimal code gray incrémenté de 3
- 7445 : décodeur BCD vers décimal avec sortie à collecteur ouvert d'une protection de 30 volts
- 7446 : décodeur BCD à 7 segments avec sortie à collecteur ouvert d'une protection de 30 volts
- 7447 : décodeur BCD à 7 segments avec sortie à collecteur ouvert d'une protection de 15 volts
- 7448 : décodeur BCD à 7 segments avec sortie à collecteur ouvert muni de résistance de tirage
- 7449 : décodeur BCD à 7 segments avec sortie à collecteur ouvert
- 7450 : deux combinaisons de portes logiques ET-OU-NON à deux entrées, dont une combinaison extensible (extensions : 7460 et 7462)
- 7451 : deux combinaisons de portes logiques ET-OU-NON à deux ou trois entrées
- 7452 : combinaison extensible de portes logiques ET-OU à deux ou trois entrées (extension : 7461).
- 7453 : combinaison extensible de portes logiques ET-OU-NON à deux ou trois entrées (extensions : 7460 et 7462).
- 7454 : combinaison de portes logiques ET-OU-NON à deux ou trois entrées
- 7455 : combinaison de portes logiques ET-OU-NON à quatre entrées. Le 74H55 est une version extensible (extensions : 74H60 et 74H62)
- 7456 : diviseur de fréquence de rapport 1/50 (diviseur par 5 et diviseur par 5 et 10)
- 7457 : diviseur de fréquence de rapport 1/60 (diviseur par 6 et diviseur par 5 et 10)
- 7458 : deux compteurs décimaux sur 4 bits
- 7459 : deux compteurs binaires sur 4 bits
- 7460 : deux extensions ET à quatre entrées (pour 7423, 7450, 7453 et 7455)
- 7461 : trois extensions ET à trois entrées (pour 7452)
- 7462 : extension par combinaison de portes logiques ET-OU à deux ou trois entrées (pour 7450, 7453 et 7455)
- 7473 : deux bascules JK sur front avec remise à zéro
- 7474 : deux bascules D prépositionnables (preset) et réinitialisables (clear)
- 7475 : deux doubles bascules D à verrouillage par niveau
- 7479 : deux bascules D
- 7480 : Additionneur complet de 1 bit
- 7482 : Additionneur complet de 2 bits
- 7483 : Additionneur complet de 4 bits
- 7484 : mémoire RAM de 16 bits
- 7485 : Comparateur de magnitude 4 bits
- 7486 : quatre portes logiques OU exclusif à deux entrées
- 7488 : mémoire ROM de 256 bits
- 7489 : mémoire RAM de 64 bits
- 7490 : compteur BCD et bi-quinaire
- 7491 : registre à décalage de 8 bits avec entrée et sortie série
- 7492 : compteur diviseur par 12
- 7493 : compteur binaire de 4 bits
- 7494 : Registre à décalage de 4 bits
- 7495 : Registre à décalage de 4 bits chargement parallèle
- 7496 : Registre à décalage de 5 bits

### 100 à 199
- 74100 : Verrou 8 bits
- 74101 : Bascule J-K à front actif descendant, prépositionnable (preset), avec entrées sur portes ET-OU
- 74102 : Bascule J-K à front actif descendant, prépositionnable (preset) et réinitialisable (clear), avec entrées sur portes ET
- 74103 : Deux bascules J-K indépendantes à front actif descendant, réinitialisables (clear)
- 74104 : Bascule J-K maître-esclave, prépositionnable (preset) et réinitialisable (clear), avec entrées sur portes ET
- 74105 : Bascule J-K maître-esclave, prépositionnable (preset) et réinitialisable (clear), avec entrées sur portes ET (dont entrées inverseuses)
- 74106 : Deux bascules J-K indépendantes, à front actif descendant, prépositionnables (preset) et réinitialisables (clear)
- 74107 : Deux bascules J-K indépendantes, réinitialisables (clear)
- 74108 : Deux bascules J-K à commandes communes, à front actif descendant, prépositionnables (preset) et réinitialisables (clear)
- 74109 : Deux bascules J-K indépendantes, à front actif montant, prépositionnables (preset) et réinitialisables (clear)
- 74110 : Bascule J-K maître-esclave, prépositionnable (preset) et réinitialisable (clear), avec entrées verrouillées sur portes ET
- 74111 : Deux bascules J-K maître-esclave indépendantes, prépositionnables (preset) et réinitialisables (clear), avec entrées verrouillées
- 74112 : Deux bascules J-K indépendantes, à front actif descendant, prépositionnables (preset) et réinitialisables (clear)
- 74113 : Deux bascules J-K indépendantes, à front actif descendant, prépositionnables (preset)
- 74114 : Deux bascules J-K à commandes communes, à front actif descendant, prépositionnables (preset) et réinitialisables (clear)
- 74116 : Deux verrous 4 bits indépendants, réinitialisables (clear)
- 74120 : Deux circuits de synchronisation d'impulsions
- 74121 : Multivibrateur monostable avec entrées à hystérésis
- 74122 : Multivibrateur monostable redéclenchable, à résistance de temporisation intégrée
- 74123 : Deux multivibrateurs monostables redéclenchables indépendants
- 74124 : Deux oscillateurs commandés en tension (VCO) indépendants
- 74125 : Quatre tampons trois états à commandes inversées indépendantes.
- 74126 : Quatre tampons trois états à commandes indépendantes.
- 74128 : Quatre contrôleurs de ligne indépendants, avec entrées sur portes NON-OU
- 74130 : Deux multivibrateurs monostables redéclenchables indépendants
- 74132 : Quatre portes logiques NON-ET à deux entrées avec trigger de Schmitt
- 74133 : Porte logique NON-ET à 13 entrées
- 74134 : Porte logique NON-ET à 12 entrées et sortie à trois états
- 74135 : Portes logiques OU exclusif combinées
- 74136 : Quatre portes logiques OU exclusif à deux entrées avec sortie à collecteur ouvert
- 74137 : Décodeur / démultiplexeur 3 vers 8 bits avec verrou d'adresse et entrées de validation
- 74138 : Décodeur / démultiplexeur 3 vers 8 bits avec entrées de validation
- 74139 : Deux décodeurs / démultiplexeurs 2 vers 4 bits indépendants
- 74140 : Deux contrôleurs de ligne indépendants (portes NON-ET à 4 entrées)
- 74141 : Décodeur BCD vers décimal / Contrôleur d'afficheur à cathode froide
- 74142 : Compteur BCD avec verrou 4 bits et décodeur décimal / Contrôleur de tube Nixie
- 74143 : Compteur BCD avec verrou 4 bits et décodeur 7 segments / Contrôleur d'afficheur à LEDs à anodes communes, sorties à courant constant
- 74144 : Compteur BCD avec verrou 4 bits, décodeur 7 segments / Contrôleur d'afficheur à lampes ou à LEDs, sorties à collecteur ouvert saturées
- 74145 : Décodeur BCD vers décimal / Contrôleur de lampes, de relais ou de pilotes de MOSFET, sorties à collecteur ouvert
- 74147 : Encodeur de priorité 10 vers 4 bits
- 74148 : Encodeur de priorité extensible 8 vers 3 bits
- 74150 : Sélecteur de données / multiplexeur 16 bits avec entrée de validation
- 74151 : Sélecteur de données / multiplexeur 8 bits avec entrée de validation et sorties complémentées
- 74152 : Sélecteur de données / multiplexeur 8 bits
- 74153 : Double sélecteur de données / multiplexeur 4 bits, entrées de sélection et de validation communes
- 74154 : Décodeur / démultiplexeur 4 vers 16 bits avec entrées de validation
- 74155 : Double décodeur 2 vers 4 bits / double démultiplexeur 1 vers 4 bits / décodeur 3 vers 8 bits / démultiplexeur 1 vers 8 bits
- 74156 : Double décodeur 2 vers 4 bits / double démultiplexeur 1 vers 4 bits / décodeur 3 vers 8 bits / démultiplexeur 1 vers 8 bits, sorties à collecteur ouvert
- 74157 : Quadruple sélecteur de données / multiplexeur 2 bits, entrées de sélection et de validation communes
- 74158 : Quadruple sélecteur de données / multiplexeur 2 bits, entrées de sélection et de validation communes, sorties inversées
- 74159 : Décodeur / démultiplexeur 4 vers 16 bits avec entrées de validation et sorties à collecteur ouvert
- 74160 : Compteur décimal 4 bits à comptage synchrone, prépositionnable et réinitialisable, cascadable
- 74161 : Compteur binaire 4 bits à comptage synchrone, prépositionnable et réinitialisable, cascadable
- 74162 : Compteur décimal 4 bits totalement synchrone, prépositionnable et réinitialisable, cascadable
- 74163 : Compteur binaire 4 bits totalement synchrone, prépositionnable et réinitialisable, cascadable
- 74164 : Registre à décalage 8 bits à sorties parallèles et réinitialisation asynchrone
- 74165 : Registre à décalage 8 bits à préchargement parallèle asynchrone et sorties série complémentaires
- 74166 : Registre à décalage 8 bits à préchargement parallèle synchrone et réinitialisation asynchrone
- 74167 : Diviseur programmable décimal synchrone
- 74168 : Compteur#Compteur DCB ou décimal /  décompteur décimal 4 bits synchrone
- 74169 : Compteur#Compteur binaire /  décompteur binaire 4 bits synchrone
- 74170 : Registre 4 × 4 bits avec sorties à collecteur ouvert
- 74171 : Quadruple bascule D réinitialisable (clear)
- 74172 : Registre 8 × 2 bits multi-ports avec sorties à trois états
- 74173 : Quadruple bascule D réinitialisable (clear) avec sorties à trois états
- 74174 : Sextuple bascule D réinitialisable (clear)
- 74175 : Quadruple bascule D réinitialisable (clear) avec sorties complémentaires
- 74176 : Compteurs / diviseurs par 2 et par 5 prépositionnables et réinitialisables (compteur décimal ou bi-quinaire)
- 74177 : Compteurs / diviseurs par 2 et par 8 prépositionnables et réinitialisables (compteur binaire)
- 74178 : Registre à décalage 4 bits à accès parallèle
- 74179 : Registre à décalage 4 bits à accès parallèle et sorties série complémentaires
- 74180 : Générateur / calculateur de parité sur 8 bits
- 74181 : unité arithmétique et logique de 4 bits
- 74182 : Générateur de retenue anticipée
- 74183 : Deux additionneurs complets de 1 bit
- 74184 : Convertisseur BCD vers binaire
- 74185 : Convertisseur binaire vers BCD
- 74186 : Mémoire morte de 512 bits (64 × 8 bits) avec sortie à collecteur ouvert
- 74187 : Mémoire morte de 1024 bits (256 × 4 bits) avec sortie à collecteur ouvert
- 74188 : mémoire ROM de 256 bits
- 74189 : mémoire RAM de 64 bits (16 × 4 bits) à sorties à trois états
- 74190 : Compteur / décompteur BCD synchrone prépositionnable, cascadable, avec commande de sens de comptage
- 74191 : Compteur / décompteur binaire synchrone prépositionnable, cascadable, avec commande de sens de comptage
- 74192 : Compteur / décompteur BCD synchrone prépositionnable, réinitialisable, cascadable, avec deux entrées d'horloge
- 74193 : Compteur / décompteur binaire synchrone prépositionnable, réinitialisable, cascadable, avec deux entrées d'horloge
- 74194 : Registre à décalage universel 4 bits bidirectionnel
- 74195 : Registre à décalage 4 bits à accès parallèle
- 74196 : Compteurs / diviseurs par 2 et par 5 prépositionnables et réinitialisables (compteur décimal ou bi-quinaire)
- 74197 : Compteurs / diviseurs par 2 et par 8 prépositionnables et réinitialisables (compteur binaire)
- 74198 : Registre à décalage 8 bits bidirectionnel à accès parallèle, réinitialisable
- 74199 : Registre à décalage 8 bits à accès parallèle, réinitialisable

### 200 à 299
- 74238 : Démultiplexeur 3 vers 8 bits
- 74240 : tampon inverseur 8 bits avec sortie à trois états.
- 74241 : tampon 8 bits avec sortie à trois états.
- 74244 : tampon 2 × 4 bits avec sortie à trois états.
- 74245 : tampon bidirectionnel 8 bits avec sortie à trois états
- 74260 : deux portes logiques NON-OU à cinq entrées
- 74273 : octuple bascule D.
- 74280 : générateur de parité 8 bit

### 300 à 399
- 74314 : mémoire RAM de 1024 bits
- 74368 : 6 portes logiques inverseurs NON -buffers ET sortie à trois états
- 74373 : verrou 8 bits à sortie à trois états

### 500 à 599
Les codes en 5xx sont pour beaucoup des créations plus récentes qui reprennent des fonctions déjà existantes mais avec un brochage du boîtier différent et quelques autres caractéristiques fonctionnelles légèrement modifiées.
- 74540 : tampon 8 bits fonctionnellement équivalent à un 74240.
- 74541 : tampon 8 bits fonctionnellement équivalent à un 74241.
- 74573 : verrou 8 bits fonctionnellement équivalent à un 74373.
- 74595 : registre à décalage de 8 bits avec entrée en série, sorties en parallèle et verrou avec sorties à trois états
- 74596 : registre à décalage de 8 bits avec entrée en série, sorties en parallèle et verrou avec sorties à collecteurs ouverts
- 74598 : registre à décalage de 8 bits avec entrée en verrou transparent
- 74599 : registre à décalage de 8 bits avec sortie en verrou transparent

### 600 à 999
Ces codes sont en général utilisés pour des fonctions plus spécialisées. Il est fréquent qu'il n'y ait qu'un seul fabricant à les proposer.
- 74618 : Triple portes logiques NON-ET à quatre entrées avec trigger de Schmitt et sortie totem-pole
- 74619 : Huit portes logiques inverseuses NON à quatre entrées avec trigger de Schmitt et sortie totem-pole
- 74756 : Double contrôleur de ligne de 4 bits avec sortie inversée à collecteur ouvert
- 74757 : Double contrôleur de ligne de 4 bits avec sortie à collecteur ouvert (1 entrée de contrôle inversée)
- 74758 : Transmetteur-Récepteur de 4 bits avec sortie inversée à collecteur ouvert
- 74759 : Transmetteur-Récepteur de 4 bits avec sortie à collecteur ouvert
- 74760 : Double contrôleur de ligne de 4 bits avec sortie à collecteur ouvert (2 entrées de contrôle inversées)
- 74800 : Triple portes logiques ET et NON-ET à quatre entrées
- 74802 : Triple portes logiques OU et NON-OU à quatre entrées
- 74804 : Six portes logiques NON-ET à deux entrées
- 74805 : Six portes logiques NON-OU à deux entrées
- 74808 : Six portes logiques ET à deux entrées
- 74821 : Registre de 10 bits synchrone avec sortie à trois états
- 74822 : Registre de 10 bits synchrone avec sortie inversée à trois états inversées
- 74823 : Registre de 9 bits synchrone avec sortie à trois états avec réinitialisation
- 74824 : Registre de 9 bits synchrone avec sortie inversée à trois états avec réinitialisation
- 74825 : Registre de 8 bits synchrone avec sortie à trois états avec réinitialisation
- 74826 : Registre de 8 bits synchrone avec sortie inversée à trois états avec réinitialisation
- 74885 : Comparateur de magnitude 8 bits
- 74888 : Processeur 8 bits en boîtier DIP
- 74889 : Processeur 8 bits en boîtier QFP
- 74890 : Microséquenceur en boîtier DIP
- 74891 : Microséquenceur en boîtier QFP

### 4000 à 4999
Ces références sont des reprises fonctionnelles de la série CMOS 4000 qui ont été adoptées par la série TTL faute de réel équivalent dans cette dernière. Elles n'existent en pratique que dans les techniques CMOS ayant adopté la nomenclature TTL (74HC et dérivés).
- 744040 : Compteur binaire de 12 Bits
- 744075 : Trois portes logiques OU à trois entrées
- 747266 : Quatre portes logiques NON-OU Exclusif à deux entrées

## Classement par fonctions intégrées

### FonctionET
- 7408 : quatre portes logiques ET à deux entrées
- 7409 : quatre portes logiques ET à deux entrées avec sortie à collecteur ouvert
- 7411 : trois portes logiques ET à trois entrées
- 7415 : trois portes logiques ET à trois entrées avec sortie à collecteur ouvert
- 7421 : deux portes logiques ET à quatre entrées
- 74800 : Triple portes logiques ET et NON-ET à quatre entrées
- 74808 : Six portes logiques ET à deux entrées

### Fonctiontampon
- 7407 : six tampons avec sortie à collecteur ouvert d'une protection de 30 volts
- 7417 : six tampons avec sortie à collecteur ouvert d'une protection de 15 volts
- 74125 : Quatre tampons trois états à commandes inversées indépendantes.
- 74126 : Quatre tampons trois états à commandes indépendantes.
- 74240 : tampon inverseur 8 bits avec sortie à trois états.
- 74241 : tampon 8 bits avec sortie à trois états.
- 74244 : tampon 2 × 4 bits avec sortie à trois états.
- 74245 : tampon bidirectionnel 8 bits avec sortie à trois états
- 74540 : tampon 8 bits fonctionnellement équivalent à un 74240.
- 74541 : tampon 8 bits fonctionnellement équivalent à un 74241.

### FonctionNON
- 7404 : six portes logiques inverseuses NON
- 7405 : six portes logiques inverseuses NON avec sortie à collecteur ouvert
- 7406 : six portes logiques inverseuses NON avec buffers et sortie à collecteur ouvert d'une protection de 30 volts
- 7414 : six portes logiques inverseuses NON avec trigger de Schmitt
- 7416 : six portes logiques inverseuses NON avec buffer et sortie à collecteur ouvert d'une protection de 15 volts
- 7419 : six portes logiques inverseuses NON avec trigger de Schmitt
- 74619 : Huit portes logiques inverseuses NON à quatre entrées avec trigger de Schmitt et sortie totem-pole

### FonctionNON-ET(ou NAND)
- 7400 : quatre portes logiques NON-ET à deux entrées
- 7401 : quatre portes logiques NON-ET à deux entrées avec sortie à collecteur ouvert
- 7403 : quatre portes logiques NON-ET à deux entrées avec sortie à collecteur ouvert (attribution des broches différentes de celle du 7401)
- 7410 : trois portes logiques NON-ET à trois entrées
- 7412 : trois portes logiques NON-ET à trois entrées avec sortie à collecteur ouvert
- 7413 : deux portes logiques NON-ET à quatre entrées avec trigger de Schmitt
- 7418 : deux portes logiques NON-ET à quatre entrées avec trigger de Schmitt
- 7430 : une porte NON-ET à huit entrées
- 7437 : quatre portes logiques NON-ET à deux entrées avec buffers
- 7438 : quatre portes logiques NON-ET à deux entrées avec buffers et sortie à collecteur ouvert
- 7439 : quatre portes logiques NON-ET à deux entrées avec buffers et sortie à collecteur ouvert
- 7440 : deux portes logiques NON-ET à quatre entrées avec buffers
- 74132 : quatre portes logiques NON-ET à deux entrées avec trigger de Schmitt
- 74133 : Porte logique NON-ET à 13 entrées
- 74134 : Porte logique NON-ET à 12 entrées et sortie à trois états
- 74618 : Triple portes logiques NON-ET à quatre entrées avec trigger de Schmitt et sortie totem-pole
- 74800 : Triple portes logiques ET et NON-ET à quatre entrées
- 74804 : Six portes logiques NON-ET à deux entrées

### FonctionOU
- 7432 : quatre portes logiques OU à deux entrées
- 74802 : Triple portes logiques OU et NON-OU à quatre entrées
- 744075 : Trois portes logiques OU à trois entrées

### Fonction OU EXCLUSIF ( = XOR)
- 7486 : Quatre portes logiques OU exclusif à deux entrées
- 74135 : Portes logiques OU exclusif combinées
- 74136 : Quatre portes logiques OU exclusif à deux entrées avec sortie à collecteur ouvert

### Fonction NON-OU (ou NOR)
- 7402 : quatre portes logiques NON-OU à deux entrées
- 7423 : Double porte NON-OU à 4 entrées avec validation
- 7425 : Double porte NON-OU à 4 entrées avec validation
- 7427 : trois portes logiques NON-OU à trois entrées
- 7428 : quatre portes logiques NON-OU à deux entrées avec buffer
- 7433 : quatre portes logiques NON-OU à deux entrées avec buffers et sortie à collecteur ouvert
- 7436 : quatre portes logiques NON-OU à deux entrées (attribution des broches différente de celle du 7402)
- 74260 : deux portes logiques NON-OU à cinq entrées
- 74802 : Triple portes logiques OU et NON-OU à quatre entrées
- 74805 : Six portes logiques NON-OU à deux entrées

### Mémoire
- 7484 : mémoire RAM de 16 bits
- 7488 : mémoire ROM de 256 bits
- 7489 : mémoire RAM de 64 bits
- 74186 : Mémoire morte de 512 bits (64 × 8 bits) avec sortie à collecteur ouvert
- 74187 : Mémoire morte de 1024 bits (256 × 4 bits) avec sortie à collecteur ouvert
- 74188 : mémoire ROM de 256 bits
- 74189 : mémoire RAM de 64 bits (16 × 4 bits) à sorties à trois états
- 74170 : Registre 4 × 4 bits avec sorties à collecteur ouvert
- 74171 : Quadruple bascule D réinitialisable (clear)
- 74172 : Registre 8 × 2 bits multi-ports avec sorties à trois états
- 74173 : Quadruple bascule D réinitialisable (clear) avec sorties à trois états
- 74174 : Sextuple bascule D réinitialisable (clear)
- 74175 : Quadruple bascule D réinitialisable (clear) avec sorties complémentaires
- 74314 : mémoire RAM de 1024 bits
- 74314 : mémoire RAM de 1024 bits
- 74821 : Registre de 10 bits synchrone avec sortie à trois états
- 74822 : Registre de 10 bits synchrone avec sortie inversée à trois états inversées
- 74823 : Registre de 9 bits synchrone avec sortie à trois états avec réinitialisation
- 74824 : Registre de 9 bits synchrone avec sortie inversée à trois états avec réinitialisation
- 74825 : Registre de 8 bits synchrone avec sortie à trois états avec réinitialisation
- 74826 : Registre de 8 bits synchrone avec sortie inversée à trois états avec réinitialisation

### Décodage et conversion
- 7435 : multiplexeur / double sélecteur de données à 12 entrées et 2 sorties
- 7441 : décodeur BCD vers décimal
- 7442 : décodeur BCD vers décimal
- 7443 : décodeur 4 bits vers décimal incrémenté de 3 (3 à 12)
- 7444 : décodeur 4 bits vers décimal code gray incrémenté de 3
- 7445 : décodeur BCD vers décimal avec sortie à collecteur ouvert d'une protection de 30 volts
- 7446 : décodeur BCD à 7 segments avec sortie à collecteur ouvert d'une protection de 30 volts
- 7447 : décodeur BCD à 7 segments avec sortie à collecteur ouvert d'une protection de 15 volts
- 7448 : décodeur BCD à 7 segments avec sortie à collecteur ouvert muni de résistance de tirage
- 7449 : décodeur BCD à 7 segments avec sortie à collecteur ouvert
- 74137 : Décodeur / démultiplexeur 3 vers 8 bits avec verrou d'adresse et entrées de validation
- 74138 : Décodeur / démultiplexeur 3 vers 8 bits avec entrées de validation
- 74139 : Deux décodeurs / démultiplexeurs 2 vers 4 bits indépendants
- 74141 : Décodeur BCD vers décimal / Contrôleur d'afficheur à cathode froide
- 74145 : Décodeur BCD vers décimal / Contrôleur de lampes, de relais ou de pilotes de MOSFET, sorties à collecteur ouvert
- 74147 : Encodeur de priorité 10 vers 4 bits
- 74148 : Encodeur de priorité extensible 8 vers 3 bits
- 74150 : Sélecteur de données / multiplexeur 16 bits avec entrée de validation
- 74151 : Sélecteur de données / multiplexeur 8 bits avec entrée de validation et sorties complémentées
- 74152 : Sélecteur de données / multiplexeur 8 bits
- 74153 : Double sélecteur de données / multiplexeur 4 bits, entrées de sélection et de validation communes
- 74154 : Décodeur / démultiplexeur 4 vers 16 bits avec entrées de validation
- 74155 : Double décodeur 2 vers 4 bits / double démultiplexeur 1 vers 4 bits / décodeur 3 vers 8 bits / démultiplexeur 1 vers 8 bits
- 74156 : Double décodeur 2 vers 4 bits / double démultiplexeur 1 vers 4 bits / décodeur 3 vers 8 bits / démultiplexeur 1 vers 8 bits, sorties à collecteur ouvert
- 74157 : Quadruple sélecteur de données / multiplexeur 2 bits, entrées de sélection et de validation communes
- 74158 : Quadruple sélecteur de données / multiplexeur 2 bits, entrées de sélection et de validation communes, sorties inversées
- 74159 : Décodeur / démultiplexeur 4 vers 16 bits avec entrées de validation et sorties à collecteur ouvert
- 74184 : Convertisseur BCD vers binaire
- 74185 : Convertisseur binaire vers BCD

### Bascules
- 7473 : deux bascules JK sur front avec remise à zéro et sorties complémentaires
- 7474 : deux bascule D prépositionnables (preset) et réinitialisables (clear)
- 7479 : deux bascules D
- 74101 : Bascule J-K à front actif descendant, prépositionnable (preset), avec entrées sur portes ET-OU
- 74102 : Bascule J-K à front actif descendant, prépositionnable (preset) et réinitialisable (clear), avec entrées sur portes ET
- 74103 : Deux bascules J-K indépendantes à front actif descendant, réinitialisables (clear)
- 74104 : Bascule J-K maître-esclave, prépositionnable (preset) et réinitialisable (clear), avec entrées sur portes ET
- 74105 : Bascule J-K maître-esclave, prépositionnable (preset) et réinitialisable (clear), avec entrées sur portes ET (dont entrées inverseuses)
- 74106 : Deux bascules J-K indépendantes, à front actif descendant, prépositionnables (preset) et réinitialisables (clear)
- 74107 : Deux bascules J-K indépendantes, réinitialisables (clear)
- 74108 : Deux bascules J-K à commandes communes, à front actif descendant, prépositionnables (preset) et réinitialisables (clear)
- 74109 : Deux bascules J-K indépendantes, à front actif montant, prépositionnables (preset) et réinitialisables (clear)
- 74110 : Bascule J-K maître-esclave, prépositionnable (preset) et réinitialisable (clear), avec entrées verrouillées sur portes ET
- 74111 : Deux bascules J-K maître-esclave indépendantes, prépositionnables (preset) et réinitialisables (clear), avec entrées verrouillées
- 74112 : Deux bascules J-K indépendantes, à front actif descendant, prépositionnables (preset) et réinitialisables (clear)
- 74113 : Deux bascules J-K indépendantes, à front actif descendant, prépositionnables (preset)
- 74114 : Deux bascules J-K à commandes communes, à front actif descendant, prépositionnables (preset) et réinitialisables (clear)
- 74273 : octuple bascule D

### Registres à décalage
- 7491 : Registre à décalage de 8 bits avec entrée et sortie série
- 7494 : Registre à décalage de 4 bits
- 7495 : Registre à décalage de 4 bits chargement parallèle
- 7496 : Registre à décalage de 5 bits
- 74164 : Registre à décalage 8 bits à sorties parallèles et réinitialisation asynchrone
- 74165 : Registre à décalage 8 bits à préchargement parallèle asynchrone et sorties série complémentaires
- 74166 : Registre à décalage 8 bits à préchargement parallèle synchrone et réinitialisation asynchrone
- 74178 : Registre à décalage 4 bits à accès parallèle
- 74179 : Registre à décalage 4 bits à accès parallèle et sorties série complémentaires
- 74194 : Registre à décalage universel 4 bits bidirectionnel
- 74195 : Registre à décalage 4 bits à accès parallèle
- 74198 : Registre à décalage 8 bits bidirectionnel à accès parallèle, réinitialisable
- 74199 : Registre à décalage 8 bits à accès parallèle, réinitialisable
- 74595 : registre à décalage de 8 bits avec entrée en série, sorties en parallèle et verrou avec sorties à trois états
- 74596 : registre à décalage de 8 bits avec entrée en série, sorties en parallèle et verrou avec sorties à collecteurs ouverts
- 74598 : registre à décalage de 8 bits avec entrée en verrou transparent
- 74599 : registre à décalage de 8 bits avec sortie en verrou transparent

### Calcul etcomptage
- 7456 : diviseur de fréquence de rapport 1/50 (diviseur par 5 et diviseur par 5 et 10)
- 7457 : diviseur de fréquence de rapport 1/60 (diviseur par 6 et diviseur par 5 et 10)
- 7458 : deux compteurs décimaux sur 4 bits
- 7459 : deux compteurs binaires sur 4 bits
- 7482 : additionneur complet de 2 bits
- 7483 : additionneur complet de 4 bits
- 7490 : compteur BCD et bi-quinaire
- 7492 : compteur diviseur par 12
- 7493 : compteur binaire de 4 bits
- 74142 : Compteur BCD avec verrou 4 bits et décodeur décimal / Contrôleur de tube Nixie
- 74143 : Compteur BCD avec verrou 4 bits et décodeur 7 segments / Contrôleur d'afficheur à LEDs à anodes communes, sorties à courant constant
- 74144 : Compteur BCD avec verrou 4 bits, décodeur 7 segments / Contrôleur d'afficheur à lampes ou à LEDs, sorties à collecteur ouvert saturées
- 74160 : Compteur décimal 4 bits à comptage synchrone, prépositionnable et réinitialisable, cascadable
- 74161 : Compteur binaire 4 bits à comptage synchrone, prépositionnable et réinitialisable, cascadable
- 74162 : Compteur décimal 4 bits totalement synchrone, prépositionnable et réinitialisable, cascadable
- 74163 : Compteur binaire 4 bits totalement synchrone, prépositionnable et réinitialisable, cascadable
- 74167 : Diviseur programmable décimal synchrone
- 74168 : Compteur /  décompteur décimal 4 bits synchrone
- 74169 : Compteur /  décompteur binaire 4 bits synchrone
- 74176 : Compteurs / diviseurs par 2 et par 5 prépositionnables et réinitialisables (compteur décimal ou bi-quinaire)
- 74177 : Compteurs / diviseurs par 2 et par 8 prépositionnables et réinitialisables (compteur binaire)
- 74180 : Générateur / calculateur de parité sur 8 bits
- 74181 : unité arithmétique et logique de 4 bits
- 74182 : générateur de retenue anticipée
- 74183 : Deux additionneurs complets de 1 bit
- 74191 : Compteur binaire de 4 bits haut/bas avec entrées asynchrones
- 74196 : Compteurs / diviseurs par 2 et par 5 prépositionnables et réinitialisables (compteur décimal ou bi-quinaire)
- 74197 : Compteurs / diviseurs par 2 et par 8 prépositionnables et réinitialisables (compteur binaire)
- 74888 : Processeur 8 bits en boîtier DIP
- 74889 : Processeur 8 bits en boîtier QFP
- 74890 : Microséquenceur en boîtier DIP
- 74891 : Microséquenceur en boîtier QFP

### Verrou
- 74100 : Verrou 8 bits
- 74116 : Deux verrous 4 bits indépendants, réinitialisables (clear)
- 74373 : Verrou 8 bits à sortie 3 états.
- 74573 : Verrou 8 bits fonctionnellement équivalent à un 74373.

### Délai
- 7431 : six éléments de délai
- 74121 : Multivibrateur monostable avec entrées à hystérésis
- 74122 : Multivibrateur monostable redéclenchable, à résistance de temporisation intégrée
- 74123 : Deux multivibrateurs monostables redéclenchables indépendants
- 74130 : Deux multivibrateurs monostables redéclenchables indépendants

### Contrôleur de ligne
- 74128 : Quatre contrôleurs de ligne indépendants, avec entrées sur portes NON-OU
- 74140 : Deux contrôleurs de ligne indépendants (portes NON-ET à 4 entrées)
- 74756 : Double contrôleur de ligne de 4 bits avec sortie inversée à collecteur ouvert
- 74757 : Double contrôleur de ligne de 4 bits avec sortie à collecteur ouvert (1 entrée de contrôle inversée)
- 74760 : Double contrôleur de ligne de 4 bits avec sortie à collecteur ouvert (2 entrées de contrôle inversées)

### Divers
- 7450 : deux combinaisons de portes logiques ET-OU-NON à deux entrées, dont une combinaison extensible (extensions : 7460 et 7462)
- 7451 : deux combinaisons de portes logiques ET-OU-NON à deux ou trois entrées
- 7452 : combinaison extensible de portes logiques ET-OU à deux ou trois entrées (extension : 7461).
- 7453 : combinaison extensible de portes logiques ET-OU-NON à deux ou trois entrées (extensions : 7460 et 7462).
- 7454 : combinaison de portes logiques ET-OU-NON à deux ou trois entrées
- 7455 : combinaison de portes logiques ET-OU-NON à quatre entrées. Le 74H55 est une version extensible (extensions : 74H60 et 74H62)
- 7458 : deux compteurs décimaux sur 4 bits
- 7459 : deux compteurs binaires sur 4 bits
- 7460 : deux extensions ET à quatre entrées (pour 7423, 7450, 7453 et 7455)
- 7461 : trois extensions ET à trois entrées (pour 7452)
- 7462 : extension par combinaison de portes logiques ET-OU à deux ou trois entrées (pour 7450, 7453 et 7455)
- 7485 : Comparateur de magnitude 4 bits
- 74120 : Deux circuits de synchronisation d'impulsions
- 74124 : Deux oscillateurs commandés en tension (VCO) indépendants
- 74758 : Transmetteur-Récepteur de 4 bits avec sortie inversée à collecteur ouvert
- 74759 : Transmetteur-Récepteur de 4 bits avec sortie à collecteur ouvert